# گیاه‌پارچ سفید
گیاه‌پارچ سفید (نام علمی: Nepenthes alba) نام یک گونه از سرده گیاه‌پارچ‌ها و بومی شبه جزیره مالزی است. نام گیاه از کلمه لاتین "albus" به معنای «سفید» گرفته شده و به رنگ پارچ‌های بالایی اشاره دارد.